# Jiří Bělohlávek

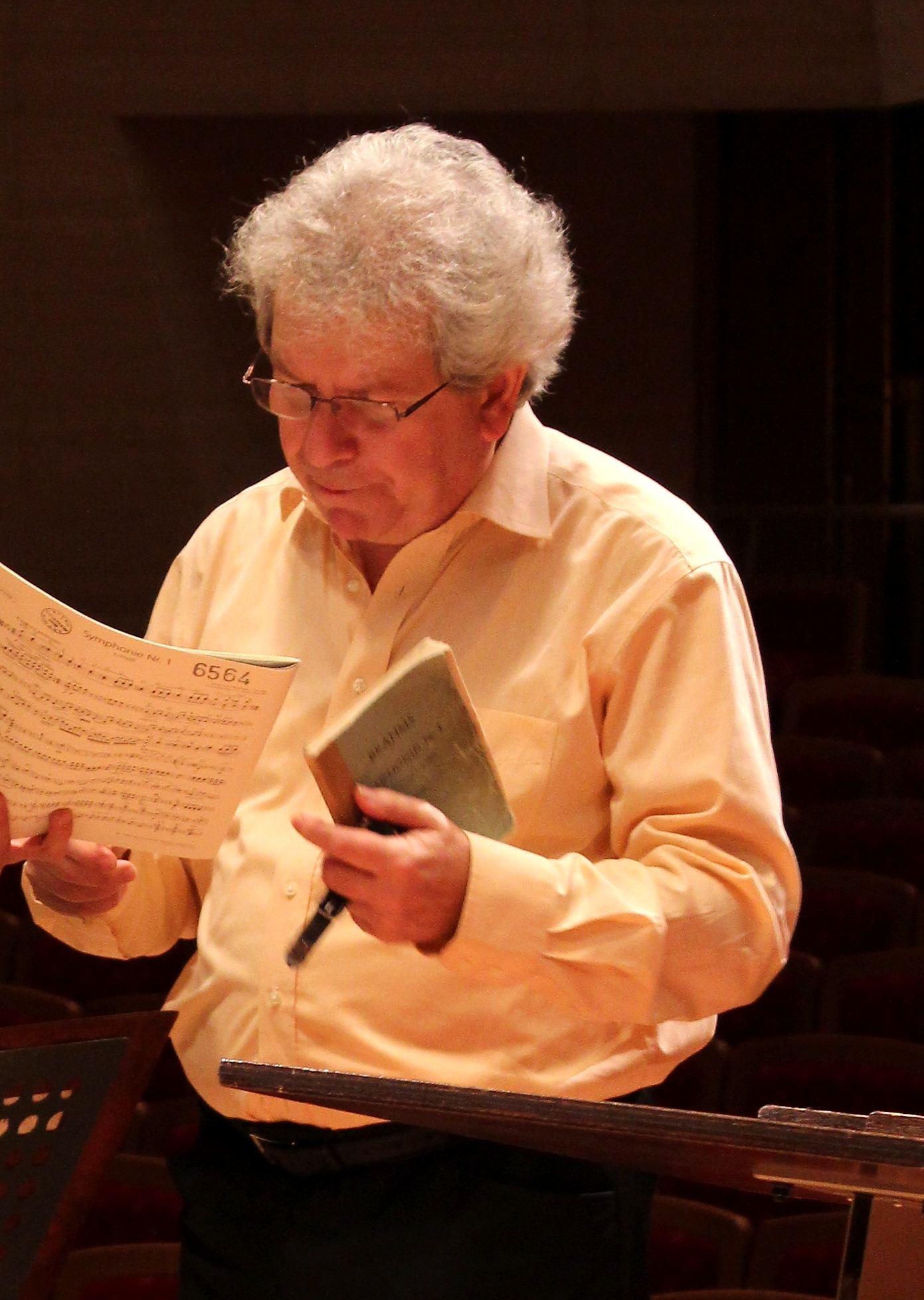
Jiří Bělohlávek (2013)

Jiří Bělohlávek CBE (* 24. Februar 1946 in Prag; † 31. Mai 2017 ebenda) war ein tschechischer Dirigent.

## Leben
Jiří Bělohlávek studierte zunächst Cello bei Karel Pravoslav Sádlo und anschließend am Prager Konservatorium sowie an der Janáček-Akademie Brünn. Zu seinen Lehrern zählten Robert Brock, Alois Klíma, Bohumír Liška, Josef Veselka und Sergiu Celibidache. 1970 gewann er den ersten Preis beim Nationalen Wettbewerb junger Dirigenten und war im folgenden Jahr Finalist beim Herbert-von-Karajan-Dirigentenwettbewerb in Berlin.
Von 1972 bis 1978 leitete er die Philharmonie Brünn und von 1977 bis 1989 die Prager Symphoniker. Mit diesem Orchester unternahm er zahlreiche Tourneen durch Europa, in die USA und nach Japan. Als Nachfolger von Václav Neumann war er von 1990 bis 1992 Chefdirigent der Tschechischen Philharmonie. 1994 gründete er das Philharmonia-Orchester Prag (Pražská komorní filharmonie), dem er nach seinem Abschied 2005 als Ehrendirigent verbunden blieb. 2003/2004 war er zugleich Chefdirigent der Slowakischen Philharmonie in Bratislava. 
Bělohlávek leitete von 2006 bis 2012 das Londoner BBC Symphony Orchestra, dessen erster Gastdirigent er von 1995 bis 2000 gewesen war. In den Jahren 2007, 2010 und 2012 dirigierte er dieses Orchester bei der traditionellen Londoner Last night of the proms in der Royal Albert Hall. Ab Herbst 2012 war er erneut Chefdirigent der Tschechischen Philharmonie.
Zudem dirigierte er als Gastdirigent unter anderem die Berliner Philharmoniker, die Wiener Symphoniker, die Staatskapelle Dresden, das Leipziger Gewandhausorchester, das Orchestre National de France, das London Symphony Orchestra und das London Philharmonic Orchestra, das City of Birmingham Symphony Orchestra, die New Yorker Philharmoniker, das Boston Symphony Orchestra, das Philadelphia Orchestra, das San Francisco Symphony sowie zahlreiche japanische Sinfonieorchester.
Ab 1979 wirkte er auch als Operndirigent, zum Beispiel an der New Yorker Metropolitan Opera, am Londoner Royal Opera House, am Nationaltheater Prag, an der Wiener Staatsoper, der Opéra National de Paris, am Teatro Real Madrid, an der San Francisco Opera und beim Glyndebourne Festival Opera.
Bělohlávek widmete sich insbesondere dem Werk tschechischer Komponisten von Antonín Dvořák über Leoš Janáček bis Bohuslav Martinů. Es liegt eine umfangreiche Diskografie vor.
Jiří Bělohlávek starb am 31. Mai 2017 im Alter von 71 Jahren nach langer schwerer Krankheit. Die Grabstätte befindet sich auf dem Vyšehrader Friedhof in Prag.

## Ehrungen
- 2012: Order of the British Empire (Commander, CBE)[7]

## Aufnahmen (Auswahl)
- Antonin Dvorak, Complete Symphonies & Concertos (Decca, Prag 2014)
- Béla Bartók: Concerto for orchestra (Koch International; München 1997)
- Johannes Brahms (Koka Media, München 1997)
- Jaroskav Krcek: Symphony no. 3 for orchestra, chorus and narrator (Koch International, München 1996)
- Serenaden (Koch International, München 1996)
- Antonin Dvořák: Svatební košile (Koch International, München 1996)
- Antonin Dvořák: Concerto for piano and orchestra in G minor, op. 33 (Koch International, München 1996)
- Czech Philharmonic centenary homage (Koch International, München [1996])
- Bedrich Smetana: Má vlast (Mein Vaterland) Koch International, München 1996